# Mont Aka (Yatsugatake)
Pour l’article homonyme, voir Mont Aka (Daisetsuzan).
Le mont Aka (赤岳, Aka-dake) est une montagne culminant à 2 899 m à la limite de Chino et Hara dans la préfecture de Nagano, et de Hokuto dans la préfecture de Yamanashi au Japon. Cette montagne est la plus élevée des monts Yatsugatake.
Le mont Aka est un stratovolcan situé au centre du parc quasi national de Yatsugatake-Chūshin Kōgen.
Plusieurs itinéraires mènent au sommet du mont Aka dont le plus populaire part de Minoto. La randonnée prend environ quatre heures et demie.

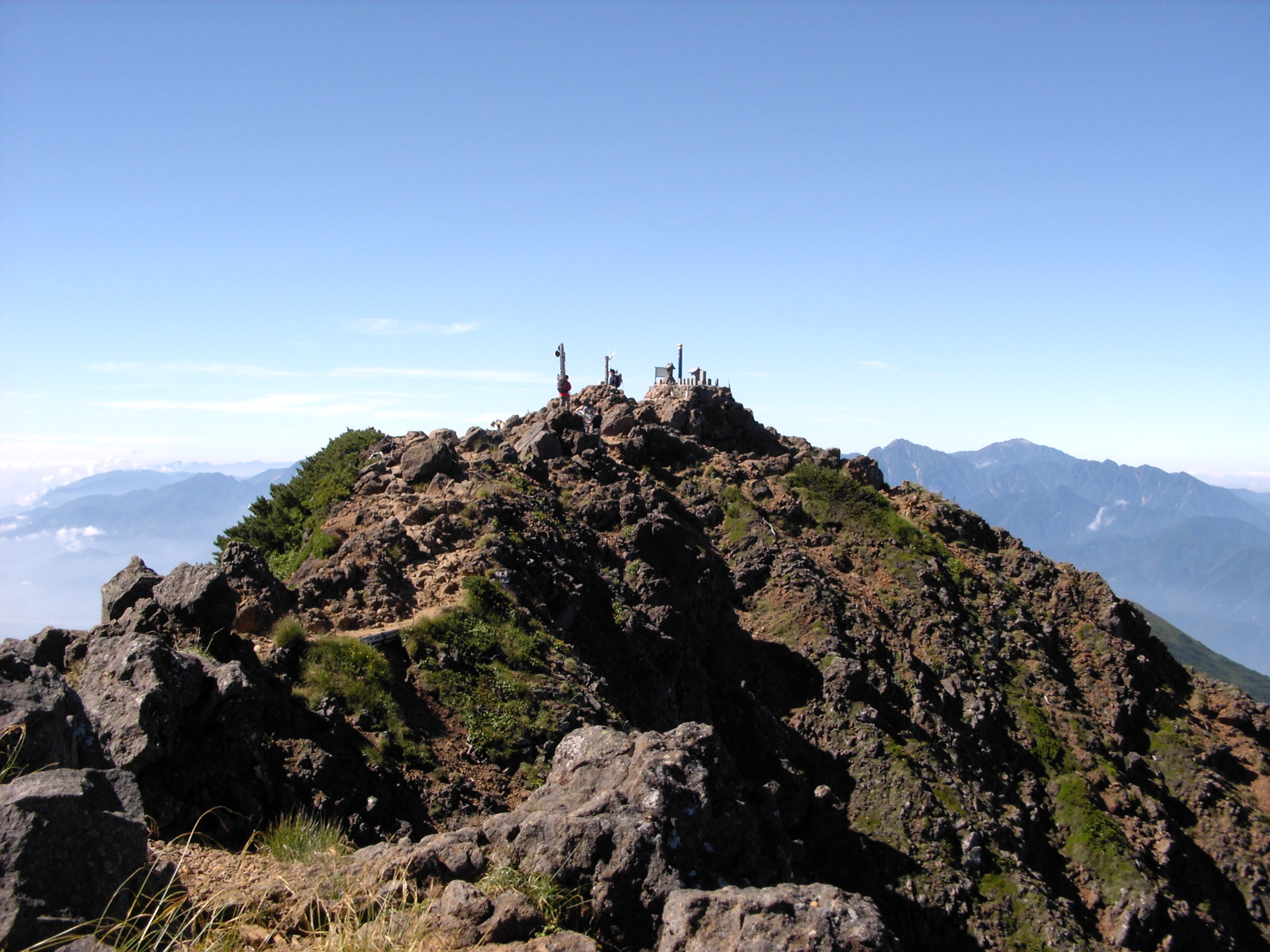
Vue de la face Nord du mont Aka.
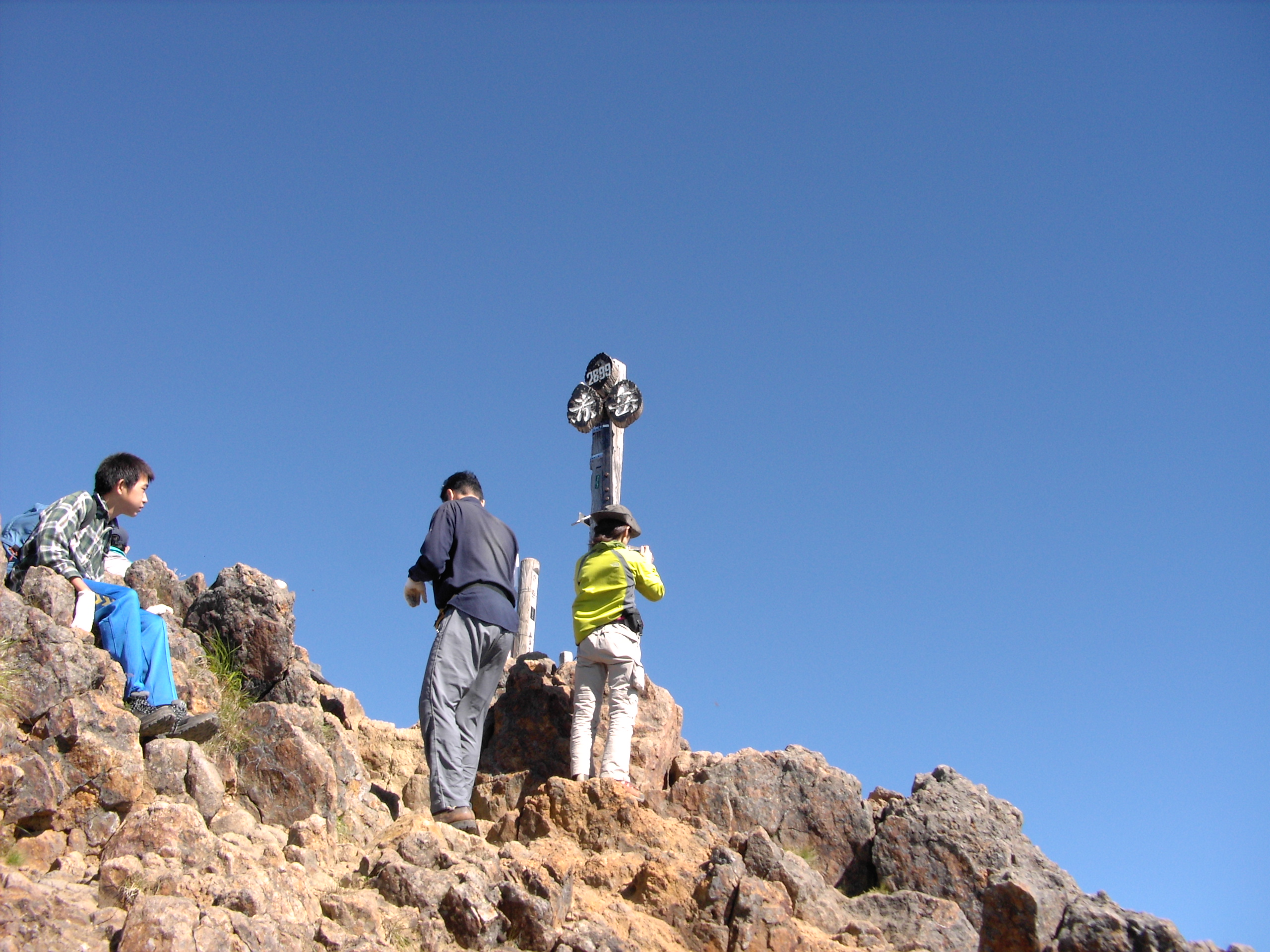
Sommet du mont Aka.
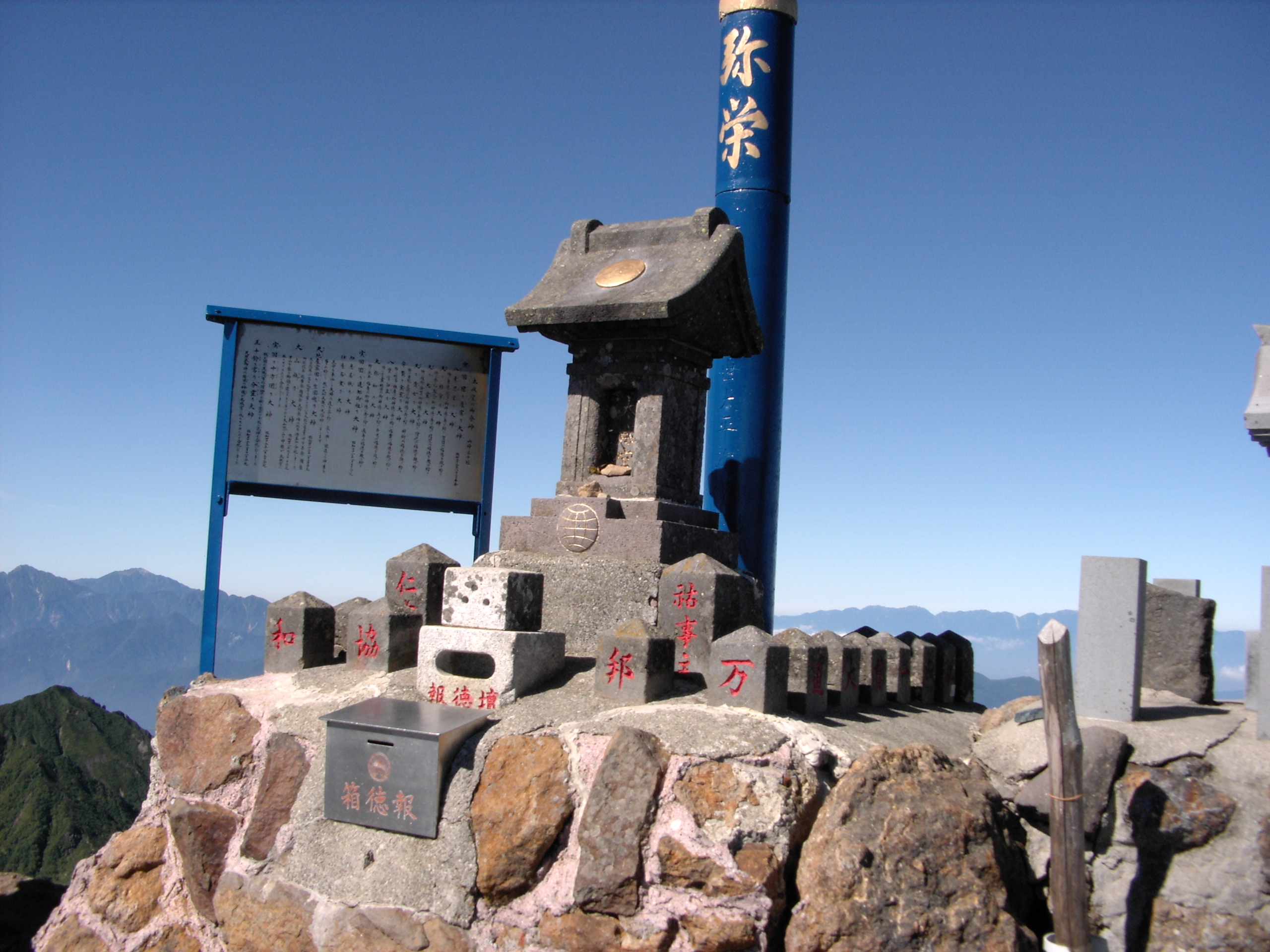
Le sanctuaire Akadake au sommet du mont Aka.
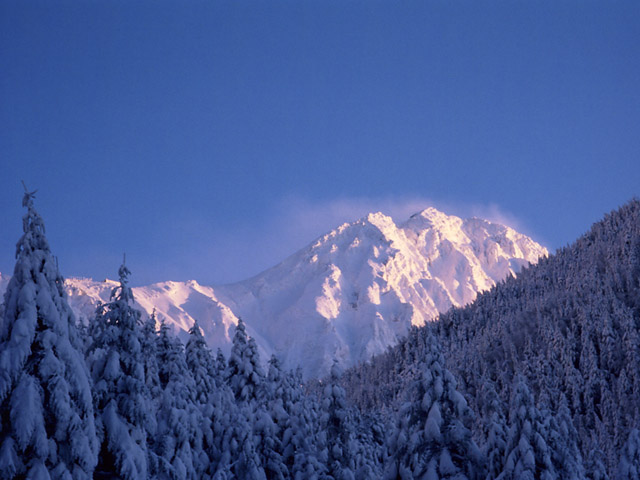
Mont Aka.